# Клівленд (Флорида)
Клівленд (англ. Cleveland) — переписна місцевість (CDP) в США, в окрузі Шарлотт штату Флорида. Населення — 3435 осіб (2020).

## Географія
Клівленд розташований за координатами 26°56′59″ пн. ш. 81°59′19″ зх. д. / 26.94972° пн. ш. 81.98861° зх. д. (26.949645, -81.988696).  За даними Бюро перепису населення США в 2010 році переписна місцевість мала площу 14,81 км², з яких 13,48 км² — суходіл та 1,34 км² — водойми.

## Демографія
Згідно з переписом 2010 року, у переписній місцевості мешкало 2990 осіб у 1405 домогосподарствах у складі 864 родин. Густота населення становила 202 особи/км².  Було 1880 помешкань (127/км²).
Расовий склад населення:
| - 95,6 % — білих - 1,1 % — чорних або афроамериканців - 0,8 % — азіатів - 0,7 % — корінних американців - 0,2 % — вихідців з тихоокеанських островів |

До двох чи більше рас належало 1,4 %. Частка іспаномовних становила 2,8 % від усіх жителів.
За віковим діапазоном населення розподілялося таким чином: 13,9 % — особи молодші 18 років, 52,2 % — особи у віці 18—64 років, 33,9 % — особи у віці 65 років та старші. Медіана віку мешканця становила 54,7 року. На 100 осіб жіночої статі у переписній місцевості припадало 99,6 чоловіків;  на 100 жінок у віці від 18 років та старших — 98,3 чоловіків також старших 18 років.
Середній дохід на одне домашнє господарство  становив 42 576 доларів США (медіана — 35 142), а середній дохід на одну сім'ю — 43 903 долари (медіана — 33 000). За межею бідності перебувало 23,9 % осіб, у тому числі 47,3 % дітей у віці до 18 років та 8,6 % осіб у віці 65 років та старших.
Цивільне працевлаштоване населення становило 822 особи. Основні галузі зайнятості: роздрібна торгівля — 35,4 %, освіта, охорона здоров'я та соціальна допомога — 17,8 %, мистецтво, розваги та відпочинок — 12,3 %, будівництво — 9,9 %.